# A magyar labdarúgó-válogatott 2010. november 17-i mérkőzése
A magyar labdarúgó-válogatott barátságos mérkőzése Litvánia ellen, 2010. november 17-én. A végeredmény 2–0 lett a magyar csapat javára.

## Előzmények
A magyar labdarúgó-válogatott remek formában várhatta a litvánok elleni mérkőzést, hiszen az elmúlt három mérkőzését megnyerte. Sorrendben: Moldova, San Marino, és Finnország válogatottja is alulmaradt a magyar csapattal szemben. A remek forma ellenére, a csapat ellen szólhatott, hogy 2010-ben még nem nyert barátságos mérkőzésen. Sem az oroszok, majd, a németek, a hollandok, és az angolok ellen sem tudtak diadalmaskodni. A 2010-es naptári évet ezzel a találkozóval zárta a magyar válogatott.

| „                                                            | A litván válogatott a FIFA-rangsor szerint közel van hozzánk, egyenlő erők küzdelméből szeretnénk többek lenni, mint amik voltunk, ezek a felkészülési meccsek ezt szolgálják. Nem egészen olyan lesz a játékunk, mint amit a hollandok ellen szeretnénk majd alkalmazni, de a védekező és a támadójátékunk elemeinek gyakorlására kiválóan alkalmas ez a meccs. | ” |
| – Egervári Sándor, a magyar válogatott szövetségi kapitánya. | |   |

A litvánok a magyarok elleni mérkőzést megelőzően, utoljára október 8-án játszottak, a spanyolok ellen. 3–1-es vereséggel tértek haza Spanyolországból. 2010-ben mindössze két barátságos meccset játszottak, és ezeket el is veszítették. Az ukránok, és a fehéroroszok bizonyultak jobbnak náluk.

| „                                                               | Komoly változások várhatók, mert több játékosom is sérüléssel bajlódik, így kell megtalálnunk a legerősebb összeállítást. Két-három változást terveztünk, de most majdnem a csapat felét ki kell cserélnünk, így ez egy teljesen új együttes lesz. | ” |
| – Raimondas Žutautas, a litván válogatott szövetségi kapitánya. | |   |

## Keretek
A magyar labdarúgó-válogatott szövetségi kapitánya, Egervári Sándor, november 3-án hirdette ki, a tizenkilenc főből álló keretét a barátságos mérkőzésre. A listán egy újonc kapott helyet, Kádár Tamás személyében. Raimondas Žutautas, a litvánok szövetségi kapitánya, egy nappal később, november 4-én nevezte meg csapatának tagjait.
| Magyarország      | Magyarország | Magyarország | Magyarország      |
| Név               | Kor          | Vál./Gól     | Klub              |
| ----------------- | ------------ | ------------ | ----------------- |
| Fülöp Márton      | 27 éves      | 21 / 0       | Ipswich Town      |
| Király Gábor      | 34 éves      | 78 / 0       | 1860 München      |
| Juhász Roland     | 27 éves      | 58 / 5       | RSC Anderlecht    |
| Kádár Tamás       | 20 éves      | 0 / 0        | Newcastle United  |
| Laczkó Zsolt      | 23 éves      | 7 / 0        | Debreceni VSC     |
| Lázár Pál         | 22 éves      | 2 / 0        | Videoton          |
| Lipták Zoltán     | 25 éves      | 4 / 0        | Videoton          |
| Pintér Ádám       | 22 éves      | 1 / 0        | Real Zaragoza     |
| Vermes Krisztián  | 25 éves      | 4 / 0        | Újpest            |
| Czvitkovics Péter | 27 éves      | 3 / 0        | Debreceni VSC     |
| Dzsudzsák Balázs  | 23 éves      | 31 / 4       | PSV Eindhoven     |
| Elek Ákos         | 22 éves      | 6 / 0        | Videoton          |
| Gera Zoltán       | 31 éves      | 68 / 19      | Fulham            |
| Hajnal Tamás      | 29 éves      | 36 / 4       | Borussia Dortmund |
| Koman Vladimir    | 21 éves      | 6 / 2        | Sampdoria         |
| Varga József      | 22 éves      | 2 / 0        | Debreceni VSC     |
| Priskin Tamás     | 24 éves      | 29 / 7       | Ipswich Town      |
| Rudolf Gergely    | 25 éves      | 16 / 4       | Genoa             |
| Szalai Ádám       | 22 éves      | 5 / 4        | FSV Mainz         |

| Litvánia              | Litvánia | Litvánia | Litvánia              |
| Név                   | Kor      | Vál./Gól | Klub                  |
| --------------------- | -------- | -------- | --------------------- |
| Giedrius Arlauskis    | 22 éves  | 5 / 0    | Rubin Kazany          |
| Paulius Grybauskas    | 26 éves  | 5 / 0    | PFC Neftchi           |
| Žydrunas Karčemarskas | 27 éves  | 50 / 0   | Gaziantepspor         |
| Mindaugas Malinauskas | 27 éves  | 2 / 0    | Debreceni VSC         |
| Mantas Fridrikas      | 22 éves  | 0 / 0    | Kaunas                |
| Tadas Kijanskas       | 25 éves  | 8 / 0    | Jagiellonia Białystok |
| Arunas Klimavičius    | 28 éves  | 29 / 2   | Szibir Novoszibirszk  |
| Ramunas Radavičius    | 29 éves  | 7 / 0    | Ekranas               |
| Andrius Skerla        | 33 éves  | 79 / 1   | Jagiellonia Białystok |
| Marius Stankevičius   | 29 éves  | 54 / 4   | Valencia              |
| Marius Žaliukas       | 27 éves  | 9 / 0    | Heart of Midlothian   |
| Dominykas Galkevičius | 24 éves  | 3 / 0    | Ekranas               |
| Kęstutis Ivaškevičius | 25 éves  | 17 / 0   | Bné Jehuda Tel-Aviv   |
| Vytautas Lukša        | 26 éves  | 11 / 0   | Arszenal Kijiv        |
| Saulius Mikoliunas    | 26 éves  | 42 / 2   | Arszenal Kijiv        |
| Arvydas Novikovas     | 19 éves  | 1 / 0    | Heart of Midlothian   |
| Linas Pilibaitis      | 25 éves  | 16 / 0   | Győri ETO             |
| Robertas Poškus       | 31 éves  | 46 / 8   | Inter Baki            |
| Darvydas Šernas       | 26 éves  | 20 / 3   | Widzew Łódź           |
| Andrius Velička       | 31 éves  | 20 / 2   | Aberdeen              |

 megjegyzés: Az adatok a mérkőzés előtti állapotnak megfelelőek!

## Az összeállítások
| 2010. november 17. 18:00 (UTC+1) |

| Magyarország                       | 2 – 0               | Litvánia                       |
| ---------------------------------- | ------------------- | ------------------------------ |
| Priskin 61' Dzsudzsák 80' Elek 34' | (0 – 0) Jegyzőkönyv | Klimavičius 29' Pilibaitis 41' |

| Sóstói Stadion, Székesfehérvár Nézőszám: 4 146 Játékvezető: Bas Nijhuis (holland) |

| Magyarország | Litvánia |

| MAGYARORSZÁG:        |    |                   |     |           |
|                      |    |                   |     |           |
| K                    | 1  | Fülöp Márton      |     |           |
| V                    | 3  | Lázár Pál         |     | 73'       |
| V                    | 2  | Lipták Zoltán     |     |           |
| V                    | 4  | Juhász Roland     |     | 78'       |
| V                    | 5  | Laczkó Zsolt      |     | szünetben |
| KP                   | 10 | Czvitkovics Péter |     | 73'       |
| KP                   | 11 | Koman Vladimir    |     |           |
| KP                   | 6  | Elek Ákos         | 34' | szünetben |
| KP                   | 7  | Dzsudzsák Balázs  |     |           |
| KP                   | 8  | Rudolf Gergely    |     | szünetben |
| CS                   | 9  | Szalai Ádám       |     |           |
| Cserék:              |    |                   |     |           |
| K                    | 12 | Király Gábor      |     |           |
| V                    | 13 | Pintér Ádám       |     | 78'       |
| V                    | 14 | Kádár Tamás       |     | szünetben |
| KP                   | 15 | Hajnal Tamás      |     | 73'       |
| CS                   | 16 | Priskin Tamás     |     | szünetben |
| V                    | 18 | Vermes Krisztián  |     | 73'       |
| KP                   | 19 | Varga József      |     | szünetben |
| Szövetségi kapitány: |    |                   |     |           |
| Egervári Sándor      |    |                   |     |           |

| LITVÁNIA:            |    |                       |     |           |
|                      |    |                       |     |           |
| K                    | 1  | Žydrunas Karčemarskas |     |           |
| V                    | 4  | Tadas Kijanskas       |     |           |
| V                    | 24 | Arunas Klimavičius    | 29' |           |
| V                    | 3  | Ramunas Radavičius    |     |           |
| V                    | 23 | Marius Stankevičius   |     |           |
| KP                   | 16 | Kęstutis Ivaškevičius |     |           |
| KP                   | 19 | Dominykas Galkevičius |     |           |
| KP                   | 14 | Linas Pilibaitis      | 41' | 68'       |
| KP                   | 20 | Arvydas Novikovas     |     | 81'       |
| CS                   | 32 | Robertas Poškus       |     | szünetben |
| CS                   | 10 | Darvydas Šernas       |     | 58'       |
| Cserék:              |    |                       |     |           |
| K                    | 12 | Mindaugas Malinauskas |     |           |
| K                    | 21 | Paulius Grybauskas    |     |           |
| V                    | 2  | Arturas Jersovas      |     | 81'       |
| V                    | 5  | Tadas Eliosius        |     | 68'       |
| V                    | 6  | Mantas Fridrikas      |     | szünetben |
| KP                   | 13 | Saulius Mikoliunas    |     |           |
| CS                   | 17 | Andrius Velička       |     | 58'       |
| Szövetségi kapitány: |    |                       |     |           |
| Raimondas Žutautas   |    |                       |     |           |

## A mérkőzés
Az első félidő elején a magyar csapat nagy nyomás alá helyezte a litván csapatot, de ez csak helyzetekben mutatkozott meg, gólt nem sikerült szerezniük. A szünetre 0–0-val vonultak a csapatok. A második félidőben ott folytatta a hazai csapat a játékot, ahol az első félidőben abbahagyta. A gólig a 61. percig kellett várni, ekkor Priskin Tamás vette be a vendég csapat kapuját. A gól után is a magyar válogatott irányította a játékot, és Dzsudzsák Balázs a 80. percben szabadrúgásból növelte a magyar előnyt. A továbbiakban már nem változott az eredmény, Magyarország 2–0-ra legyőzte Litvániát, ezzel zsinórban a negyedik győzelmét aratta.

| „                 | Örülök a győzelemnek, mert felszabadultan játszottak a srácok, és megérdemelték a sikert. Voltak hibáink, de folyamatosan dolgoztuk ki a helyzeteket, ami pozitívumnak tekinthető, a helyzetkihasználáson azonban a folytatásban javítanunk kell. | ” |
| – Egervári Sándor | |   |

| „                    | Nem az eredmény volt a legfontosabb a számunkra, hanem az, hogy az új játékosokat be tudjuk építeni. Ilyen szempontból hasznosnak ítélem meg a találkozót, meg voltam elégedve a produkciójukkal. Látni kell azt is, hogy ez nem az a csapat volt, amelyik a spanyolok ellen játszott. Öt játékosunk sérült volt, míg a védelemben egy tizenkilenc- és egy húszéves fiatal szerepelt. | ” |
| – Raimondas Žutautas | |   |

## Örökmérleg a mérkőzés után
| Magyarország | :         | Litvánia |
| ------------ | --------- | -------- |
| 3            | Győzelem  | 0        |
| 1            | Döntetlen | 1        |
| 10           | Gólok     | 2        |
| 10/12        | Pontok    | 1/12     |
| 83           | %         | 8        |